# Biskupi Saint George’s na Grenadzie
Biskupi Saint George’s na Grenadzie - lista biskupów pełniących swoją posługę duszpasterską w diecezji Saint George’s na Grenadzie

## Ordynariusze
| L.p. | Lata rządów | Imię i nazwisko             |
| ---- | ----------- | --------------------------- |
| 1.   | 1957–1969   | bp Justin James Field, O.P. |
| *    | 1969–1970   | bp Patrick Webster, O.S.B.  |
| 2.   | 1970–1974   | bp Patrick Webster, O.S.B.  |
| 3.   | 1974–2002   | bp Sydney Charles           |
| 4.   | 2002–2016   | bp Vincent Darius, O.P.     |
| 5.   | od 2017     | bp Clyde Harvey             |

## Biskupi pomocniczy
- 1969–1970: bp Patrick Webster, O.S.B., biskup tytularny Ottocium